# John Addey
John Addey (15 juni 1920 - 27 maart 1983) was een Brits astroloog. 
John Addey ontwikkelde de theorie van de harmonics. Harmonics zijn verdelingen van de dierenriem die vooral zijn gebaseerd op de Vedische astrologie. Harmonics zijn in de westerse astrologie snel populair geworden.

Addey was - met Charles Harvey - oprichter van de Astrological Association, een van de belangrijkste astrologische groeperingen in Groot-Brittannië.

## Gedeeltelijke bibliografie
- 1976 The Discrimination of Birth Types in Relation to Disease.
- 1976 Selected Writings.
- 1977 Harmonics in Astrology.
- 1978 Astrology Reborn.